# Conistra ligula
Conistra ligula là một loài bướm đêm trong họ Noctuidae.

## Hình ảnh

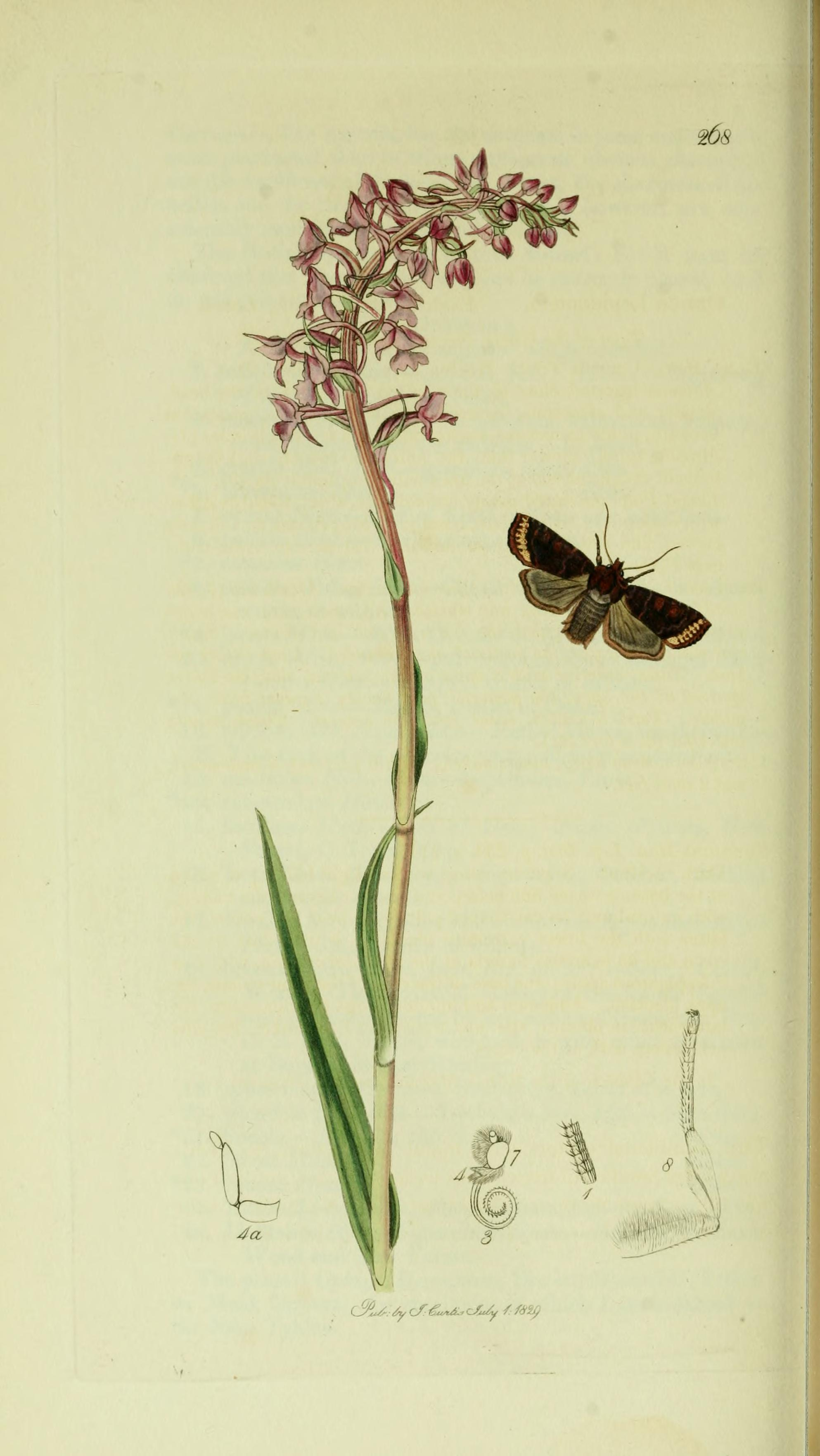
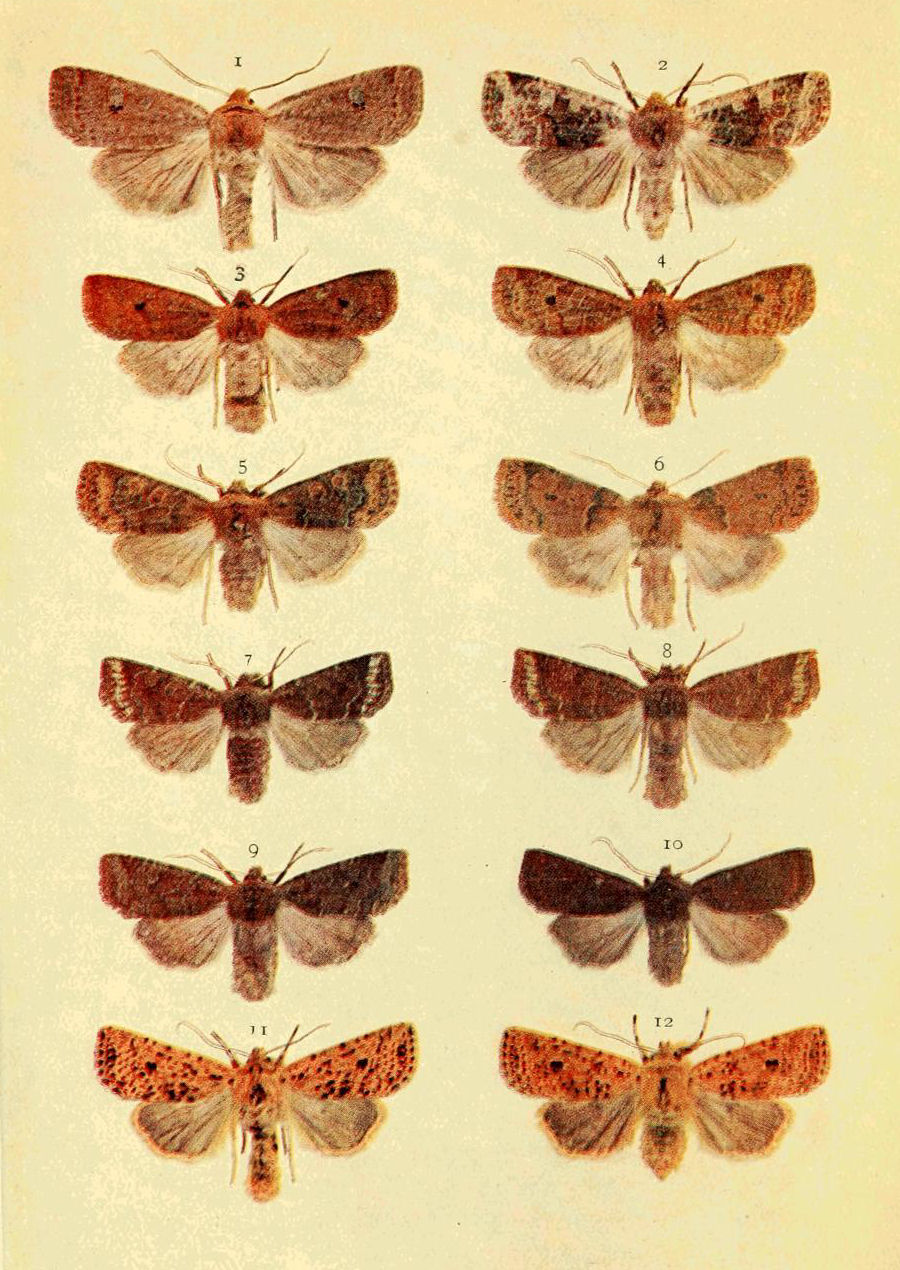